# Tivissa
Tivissa è un comune spagnolo di 1 773 abitanti situato nella comunità autonoma della Catalogna.